# Naomi Ōzora
Naomi Ōzora (大空 直美?, Ōzora Naomi; Prefettura di Saitama, 4 febbraio 1989) è una doppiatrice giapponese.
I suoi ruoli principali includono Hana Uzaki in Uzaki-chan Wants to Hang Out!, Jahy in The Great Jahy Will Not Be Defeated!, Inari Fushimi in Inari, konkon, koi iroha, Chio Miyamo in Chio-chan no tsūgakuro, Kiriha in Tsugumomo, Satania in Gabriel DropOut, Ruti Ragnason in Banished from the Hero's Party e Chieri Ogata in The Idolmaster Cinderella Girls.

## Biografia
Ōzora è nata nella prefettura di Miyagi, e ha vissuto nelle prefetture di Kanagawa, Ibaraki (ai tempi dell'asilo), Osaka e Shikoku.
Ha debuttato come doppiatrice nel giugno 2012 nei panni di una ragazzina in Saint Seiya Ω. A gennaio 2014 è arrivato il suo primo ruolo principale, Inari Fushimi in Inari, konkon, koi iroha.
Ōzora è affiliata con Aoni Production

## Filmografia

### Anime
2013
- Noucome – Yuragi Hakoniwa[6]
- Servant x Service – venditrice
- Tanken Driland: Sennen no Mahō – Amuze
- Genshiken: Second Generation – Susanna Hopkins[7]

2014
- Inari, konkon, koi iroha – Inari[8]
- Disk Wars: Avengers – Jessica Shannon[9]
- Sega Hard Girls – SG-1000 II[10]
- Hitsugi no Chaika – Karen Bombardier[11]
- Tsubu Doll – Jun[12]

2015
- The Idolmaster Cinderella Girls – Chieri Ogata
- Triage X – Hinako Kominato[13]
- Robot Girls Z+ – Bal-chan[14]

2016
- Mahō tsukai Pretty Cure! – Cissy
- Sōshin shōjo Matoi – Yuma Kusanagi[15]
- Momokuri – Norika Mizuyama[16]
- Pretty Guardian Sailor Moon Crystal Season III – Tellu[17]

2017
- Gabriel Dropout – Satanichia McDowell Kurumizawa[18]
- Nyanko Days – Azumi Shiratori[19]
- Tsugumomo – Kiriha[20]
- Kemono Friends – cane della prateria dalla coda nera (ep. 5, 7, 12)[21]
- One Piece – Charlotte Anana

2018
- Chio-chan no tsūgakuro – Chio Miyamo[22]

2019
- Pastel Memories – Michi Edogawabashi[23]
- Wataten! – Kanon Konomori[24]
- Kandagawa Jet Girls – Pan Dina[25]

2020
- Tsugu Tsugumomo – Kiriha[26]
- Uzaki-chan Wants to Hang Out! – Hana Uzaki[27]
- Maesetsu! – Mafuyu Kogarashi[28]

2021
- Heaven's Design Team – Meido[29]
- World Trigger Season 2 – Maori Hosoi[30]
- Remake Our Life! – Keiko Tomioka[31]
- The Great Jahy Will Not Be Defeated! – Jahy[32]
- Banished from the Hero's Party – Ruti[33]

2022
- Princess Connect! Re:Dive Season 2 – Yuki[34]
- Call of the Night – Midori Kohakobe[35]
- Samidare - Lucifer & Biscuit Hammer – Samidare Asahina[36]
- Hanabi-chan Is Often Late – Mogumogu Chō Higashisakura[37]
- Uzaki-chan Wants to Hang Out! ω – Hana Uzaki[38]

2023
- Reborn to Master the Blade: From Hero-King to Extraordinary Squire – Ripple[39]
- Level 1 Demon Lord and One Room Hero – Signore dei demoni[40]

2024
- DanDaDan - Chiquitita

### ONA
2023
- Scott Pilgrim - La serie - Roxy Richter

### Film
2015
- Girls und Panzer der Film – Fukuda

2020
- High School Fleet: The Movie – Susan "Sue" Reyes[41]

2022
- Wataten! – Kanon Konomori[42]

### Videogiochi
2011
- The Legend of Heroes: Trails to Azure –  Duvalie

2014
- The Legend of Heroes: Trails of Cold Steel II – Duvalie

2016
- Ys VIII: Lacrimosa of Dana – Dina, Griselda

2017
- Fire Emblem Heroes  – Ylgr, Lethe
- The Legend of Heroes: Trails of Cold Steel III – Duvalie
- Dead or Alive Xtreme Venus Vacation –  Kanna
- Under Night In-Birth Exe:Late[st] – Lex Bartholomeus, Chiharu
- Granblue Fantasy –  The Sun
- Yūki Yūna wa yūsha de aru: Hanayui no Kirameki – Yumiko Miroku
- MapleStory –  Cadena (Female) [43]

2018
- Alice Gear Aegis – Aika Aikawa[44]
- Magia Record – Himika Mao
- Valkyria Chronicles 4 – Nikola Graf
- The Legend of Heroes: Trails of Cold Steel IV – Duvalie

2019
- Konosuba: Fantastic Days – Amy

2020
- Kandagawa Jet Girls – Pan Dina[45]
- Persona 5 Strikers – Akane Hasegawa
- Girls' Frontline – Falcon, QJY-88
- Azur Lane  – Perseus
- Sakuna: Of Rice and Ruin – Sakuna
- Touhou Spell Bubble – Marisa Kirisame
- Atelier Ryza 2: Lost Legends & the Secret Fairy – Patricia Abelheim
- The Legend of Heroes: Trails into Reverie – Duvalie

2021
- Shin Megami Tensei V – Amanozako

2022
- Digimon Survive – Lopmon[46]
- Live A Live (Remake) – Billy
- Alice Gear Aegis CS: Concerto of Simulatrix – Aika Aikawa

2024
- Shin Megami Tensei V: Vengeance – Amanozako